# Frühling
Frühling är en operett i en akt med musik av Franz Lehár och libretto av Rudolf Eger. Den hade premiär den 22 januari 1922 på Kabarett Hölle i källaren till Theater an der Wien. Ibland har verket beteckningen Sångspel. Operetten tillkom under några månades avbrott med Lehárs andra operett Frasquita. I musiken finns musikaliska citat av Mozart och Franz Schubert.

## Historia
Enaktsoperan Frühling var den femte och sista kortoperetten som Lehár komponerade och som hade premiär på Kabarett Hölle, som låg i källaren till Theater an der Wien. Raden av uppförda verk började 1906 med barnoperetten Peter und Paul reisen ins Schlaraffenland. 1907 kom det andra verket, Mitislaw der Moderne, en parodi på figuren Greve Danilo från Glada änkan. Rosenstock und Edelweiss hade premiär 1912 och sedan dröjde det till 1922 innan Lehars sista kortoperett kom. Den var utan jämförelse mer framgångsrik än föregångarna och uppfördes ofta på tyska scener. 1928 omarbetade Lehár verket till en operett i tre akter med namnet Frühlingsmädel, som uppfördes i Berlin på Neuen Theater am Zoo. Verkets popularitet bidrog till att Radio Wien lät sända ut en föreställning live. Därmed blev verket en av de första radiooperetterna. Under årens lopp dämpades entusiasmen för operetten. Det berodde delvis på det stora utbudet av operetter som konkurrerade med varandra i repertoaren. Idag spelas operetten sällan. Enstaka nummer uppförs på konserter.

## Personer
- Hedwig, stenograf
- Toni, stenograf
- Lorenz, kompositör
- Ewald, diktare

## Handling
På en skrivarbyrå arbetar de båda stenograferna Hedwig och Toni. De ska skriva av ett operettlibretto som diktaren Ewald har författat. Musiken har kompositören Lorenz skrivit. Diktaren kommer och överräcker manuskriptet till Hedwig medan han bjuder Toni på en kopp kaffe. Medan Hedwig arbetat med texten försjunker hon i handlingen, som handlar om kompositören Lorenz som på grund av bostadsbrist delar en vindskammare med en flicka som han inte känner, då de båda arbetar i skift och aldrig lärt känna varandra. Tillsammans med sin vän diktaren Ewald beslutar han sig för att träffa flickan, som arbetar i en modebutik. Då dyker hennes väninna upp. En rad förvecklingar uppstår. Till slut förälskar sig Lorenz i sin rumskamrat och de blir ett par. Sedan återvänder handlingen till skrivarbyrån. Hedwig är klar med arbetet. Hon förstår att hon är flickan i handlingen och att hennes väninna Toni är handlingens väninna. Hedwig inser att hon är förälskad i Lorenz och de blir precis som i handlingen ett par. Det lyckliga slutet är dock ensidigt, då det endast blir ett lyckligt par. Diktaren och Toni finner (ovanligt för en operetthandling) att de inte passar tillsammans.

## Musiknummer
En CD-inspelning med Deutschen Kammerakademie Neuss under ledning av Johannes Goritzki gavs ut på skivmärket CPO. Medverkande sångare var bland andra: Stefanie Krahnenfeld, Allison Browner, Robert Wörle och Markus Köhler. Följande musiknummer finns på inspelningen:
Förspel
Introduktion: Ach das ist nett
Nur ein Stückchen Batist
O, ich bin so verliebt in die Liebe
Polonaise (Plaisanterie)
Schuhchen ihr kleinen
Blüht im Frühling der Flieder
Valse de Fleurs (Blumen Walzer)
Wenn eine schöne Frau befiehlt
Mazurka
Schwindeln, schon in den Windeln
Ein Muff aus Zobel
Komm die Nach gehört der Sünde
Bei seinem ersten Stelldichein
Mein Herz ist wie der junge Mai
Nachspiel und Finaletto